# Alpiner Nor-Am Cup 2003/04
Die Saison 2003/04 des Nor-Am Cup im alpinen Skisport begann in Winter Park (Colorado), am 19. November 2003 bei den Herren und am 24. November 2003 bei den Damen. Sie endete am 12. März 2004 in Mont Tremblant (Herren) bzw. in Georgian Peaks (Damen).
Die Tabellen zeigen die fünf Bestplatzierten in der Gesamtwertung und in den Disziplinwertungen Abfahrt, Super-G, Riesenslalom, Riesenslalom und Slalom sowie die drei besten Fahrer jedes Rennens.

## Herren

### Gesamtwertung
| Rang | Name             | Land               | Punkte |
| ---- | ---------------- | ------------------ | ------ |
| 1    | David Anderson   | Kanada             | 838    |
| 2    | Ted Ligety       | Vereinigte Staaten | 607    |
| 3    | Wade Bishop      | Vereinigte Staaten | 536    |
| 4    | Julien Cousineau | Kanada             | 499    |
| 5    | Justin Johnson   | Kanada             | 464    |

### Abfahrt
| Rang | Name                   | Land               | Punkte |
| ---- | ---------------------- | ------------------ | ------ |
| 1    | David Anderson         | Kanada             | 280    |
| 2    | Justin Johnson         | Vereinigte Staaten | 190    |
| 3    | Wade Bishop            | Vereinigte Staaten | 182    |
| 4    | Manuel Osborne-Paradis | Kanada             | 134    |
| 5    | Nicholas Baker         | Vereinigte Staaten | 130    |

### Super-G
| Rang | Name                   | Land               | Punkte |
| ---- | ---------------------- | ------------------ | ------ |
| 1    | David Anderson         | Kanada             | 360    |
| 2    | Wade Bishop            | Vereinigte Staaten | 275    |
| 3    | Kevin Francis          | Vereinigte Staaten | 260    |
| 4    | Manuel Osborne-Paradis | Kanada             | 238    |
| 5    | Brad Spence            | Kanada             | 197    |

### Riesenslalom
| Rang | Name             | Land               | Punkte |
| ---- | ---------------- | ------------------ | ------ |
| 1    | Julien Cousineau | Kanada             | 316    |
| 2    | Jake Zamansky    | Vereinigte Staaten | 309    |
| 3    | Ryan Semple      | Kanada             | 296    |
| 4    | François Bourque | Kanada             | 272    |
| 5    | Ted Ligety       | Vereinigte Staaten | 268    |

### Slalom
| Rang | Name             | Land               | Punkte |
| ---- | ---------------- | ------------------ | ------ |
| 1    | Ted Ligety       | Vereinigte Staaten | 339    |
| 2    | Jimmy Cochran    | Vereinigte Staaten | 272    |
| 3    | Michael Janyk    | Kanada             | 255    |
| 4    | Jesse Marshall   | Vereinigte Staaten | 253    |
| 5    | Julien Cousineau | Kanada             | 183    |

### Podestplätze
Disziplinen:
- DH = Abfahrt
- SG = Super-G
- GS = Riesenslalom
- SL = Slalom

| Datum      | Ort            | Dis. | 1. Platz                     | 2. Platz                     | 3. Platz                     |
| ---------- | -------------- | ---- | ---------------------------- | ---------------------------- | ---------------------------- |
| 19.11.2003 | Winter Park    | SL   | Ivica Kostelić (CRO)         | Manfred Mölgg (ITA)          | Erik Schlopy (USA)           |
| 20.11.2003 | Winter Park    | SL   | Tom Rothrock (USA)           | Jimmy Cochran (USA)          | Mitja Valenčič (SLO)         |
| 24.11.2003 | Park City      | GS   | Dane Spencer (USA)           | François Bourque (CAN)       | Fredrik Nyberg (SWE)         |
| 8.12.2003  | Beaver Creek   | SG   | David Anderson (CAN)         | Scott Macartney (USA)        | François Bourque (CAN)       |
| 9.12.2003  | Beaver Creek   | SG   | Steven Nyman (USA)           | Scott Macartney (USA)        | Wade Bishop (USA)            |
| 14.12.2003 | Lake Louise    | DH   | David Anderson (CAN)         | Nicholas Baker (USA)         | Wade Bishop (USA)            |
| 15.12.2003 | Lake Louise    | DH   | Wade Bishop (USA)            | David Anderson (CAN)         | Justin Johnson (USA)         |
| 16.12.2003 | Lake Louise    | SG   | David Anderson (CAN)         | Brad Spence (CAN)            | Wade Bishop (USA)            |
| 17.12.2003 | Lake Louise    | SG   | Jeff Hume (CAN)              | Manuel Osborne-Paradis (CAN) | David Anderson (CAN)         |
| 2.1.2004   | Sunday River   | SL   | Michael Janyk (CAN)          | Jimmy Cochran (USA)          | Ted Ligety (USA)             |
| 3.1.2004   | Sunday River   | SL   | Ted Ligety (USA)             | Michael Janyk (CAN)          | Julien Cousineau (CAN)       |
| 4.1.2004   | Sunday River   | GS   | Julien Cousineau (CAN)       | Jake Zamansky (USA)          | Jimmy Cochran (USA)          |
| 5.1.2004   | Sunday River   | GS   | Ryan Semple (CAN)            | François Bourque (CAN)       | Julien Cousineau (CAN)       |
| 6.1.2004   | Sunday River   | GS   | Jake Zamansky (USA)          | Julien Cousineau (CAN)       | Ryan Semple (CAN)            |
| 24.2.2004  | Big Mountain   | DH   | David Anderson (CAN)         | Justin Johnson (USA)         | Manuel Osborne-Paradis (CAN) |
| 26.2.2004  | Big Mountain   | DH   | Christopher Beckmann (USA)   | David Anderson (CAN)         | Manuel Osborne-Paradis (CAN) |
| 27.2.2004  | Big Mountain   | SG   | Manuel Osborne-Paradis (CAN) | Andre Horton (USA)           | John Kucera (CAN)            |
| 28.2.2004  | Big Mountain   | SG   | Kevin Francis (USA)          | David Anderson (CAN)         | John Kucera (CAN)            |
| 9.3.2004   | Mont-Tremblant | GS   | Thomas Vonn (USA)            | Chip Knight (USA)            | Ted Ligety (USA)             |
| 10.3.2004  | Mont-Tremblant | GS   | Chip Knight (USA)            | François Bourque (CAN)       | Jean-Philippe Roy (CAN)      |
| 11.3.2004  | Mont-Tremblant | SL   | Jimmy Cochran (USA)          | Chip Knight (USA)            | Michael Janyk (CAN)          |
| 12.3.2004  | Mont-Tremblant | SL   | Ted Ligety (USA)             | Jesse Marshall (USA)         | Pierre Egger (AUT)           |

## Damen

### Gesamtwertung
| Rang | Name              | Land               | Punkte |
| ---- | ----------------- | ------------------ | ------ |
| 1    | Stacey Cook       | Vereinigte Staaten | 809    |
| 2    | Brigitte Acton    | Kanada             | 764    |
| 2    | Kaylin Richardson | Vereinigte Staaten | 644    |
| 4    | Bryna McCarty     | Vereinigte Staaten | 592    |
| 5    | Megan Hughes      | Vereinigte Staaten | 546    |

### Abfahrt
| Rang | Name             | Land               | Punkte |
| ---- | ---------------- | ------------------ | ------ |
| 1    | Stacey Cook      | Vereinigte Staaten | 400    |
| 2    | Lauren Van Ness  | Vereinigte Staaten | 226    |
| 3    | Kristen Bybee    | Vereinigte Staaten | 180    |
| 4    | Rachel Roosevelt | Vereinigte Staaten | 166    |
| 5    | Megan Hughes     | Vereinigte Staaten | 148    |

### Super-G
| Rang | Name             | Land               | Punkte |
| ---- | ---------------- | ------------------ | ------ |
| 1    | Bryna McCarty    | Vereinigte Staaten | 450    |
| 2    | Kelly VanderBeek | Kanada             | 360    |
| 3    | Stacey Cook      | Vereinigte Staaten | 307    |
| 4    | Allison Forsyth  | Kanada             | 280    |
| 5    | Lauren Van Ness  | Vereinigte Staaten | 211    |

### Riesenslalom
| Rang | Name              | Land               | Punkte |
| ---- | ----------------- | ------------------ | ------ |
| 1    | Brigitte Acton    | Kanada             | 358    |
| 2    | Sophie Splawinski | Kanada             | 306    |
| 3    | Jessica Kelley    | Vereinigte Staaten | 296    |
| 4    | Kaylin Richardson | Vereinigte Staaten | 264    |
| 5    | Lauren Ross       | Vereinigte Staaten | 220    |

### Slalom
| Rang | Name              | Land               | Punkte |
| ---- | ----------------- | ------------------ | ------ |
| 1    | Kaylin Richardson | Vereinigte Staaten | 380    |
| 2    | Lauren Ross       | Vereinigte Staaten | 288    |
| 3    | Brigitte Acton    | Kanada             | 260    |
| 4    | Jessica Kelley    | Vereinigte Staaten | 165    |
| 5    | Sarah Schleper    | Vereinigte Staaten | 150    |

### Podestplätze
Disziplinen:
- DH = Abfahrt
- SG = Super-G
- GS = Riesenslalom
- SL = Slalom

| Datum      | Ort              | Dis. | 1. Platz                | 2. Platz                | 3. Platz                     |
| ---------- | ---------------- | ---- | ----------------------- | ----------------------- | ---------------------------- |
| 24.11.2003 | Winter Park      | SL   | Elisabeth Görgl (AUT)   | Trine Bakke (NOR)       | Veronika Zuzulová (SVK)      |
| 25.11.2003 | Winter Park      | SL   | Sarah Schleper (USA)    | Nicole Hosp (AUT)       | Christine Sponring (AUT)     |
| 30.11.2003 | Park City        | GS   | Jessica Kelley (USA)    | Kaylin Richardson (USA) | Christina Lustenberger (CAN) |
| 1.12.2003  | Park City        | GS   | Julia Mancuso (USA)     | Kaylin Richardson (USA) | Annemarie Gerg (GER)         |
| 8.12.2003  | Lake Louise      | SG   | Bryna McCarty (USA)     | Allison Forsyth (CAN)   | Megan Hughes (USA)           |
| 9.12.2003  | Lake Louise      | SG   | Bryna McCarty (USA)     | Stacey Cook (USA)       | Lauren Van Ness (USA)        |
| 12.12.2003 | Lake Louise      | DH   | Stacey Cook (USA)       | Lauren Van Ness (USA)   | Christina Risler (CAN)       |
| 13.12.2003 | Lake Louise      | DH   | Stacey Cook (USA)       | Rachel Roosevelt (USA)  | Christina Risler (CAN)       |
| 3.1.2004   | Mont Sainte-Anne | SL   | Kaylin Richardson (USA) | Lauren Ross (USA)       | Anna Goodman (CAN)           |
| 4.1.2004   | Mont Sainte-Anne | SL   | Brigitte Acton (CAN)    | Kaylin Richardson (USA) | Lauren Ross (USA)            |
| 5.1.2004   | Mont Sainte-Anne | GS   | Brigitte Acton (CAN)    | Sophie Splawinski (CAN) | Jessica Kelley (USA)         |
| 6.1.2004   | Mont Sainte-Anne | GS   | Brigitte Acton (CAN)    | Jessica Kelley (USA)    | Sophie Splawinski (CAN)      |
| 20.2.2004  | Big Mountain     | SG   | Kelly VanderBeek (CAN)  | Bryna McCarty (USA)     | Katie Beardsley (USA)        |
| 21.2.2004  | Big Mountain     | SG   | Kelly VanderBeek (CAN)  | Bryna McCarty (USA)     | Stacey Cook (USA)            |
| 24.2.2004  | Big Mountain     | DH   | Stacey Cook (USA)       | Bryna McCarty (USA)     | Lauren Van Ness (USA)        |
| 26.2.2004  | Big Mountain     | DH   | Stacey Cook (USA)       | Kristen Bybee (USA)     | Chelsea Marshall (USA)       |
| 29.2.2004  | Panorama         | SG   | Allison Forsyth (CAN)   | Kelly VanderBeek (CAN)  | Caitlin Ciccone (USA)        |
| 1.3.2004   | Panorama         | SG   | Emily Brydon (CAN)      | Kelly VanderBeek (CAN)  | Allison Forsyth (CAN)        |
| 9.3.2004   | Georgian Peaks   | GS   | Britt Janyk (CAN)       | Brigitte Acton (CAN)    | Sophie Splawinski (CAN)      |
| 10.3.2004  | Georgian Peaks   | GS   | Britt Janyk (CAN)       | Sophie Splawinski (CAN) | Brigitte Acton (CAN)         |
| 11.3.2004  | Georgian Peaks   | SL   | Britt Janyk (CAN)       | Kaylin Richardson (USA) | Brigitte Acton (CAN)         |
| 12.3.2004  | Georgian Peaks   | SL   | Kaylin Richardson (USA) | Lauren Ross (USA)       | Brigitte Acton (CAN)         |